# Гизо IV
Гизо IV (на немски: Giso IV, * 1070, † 12 март 1122) е граф в Оберлангау (около Марбург) и от 1121 г. гау-граф на Гуденсберг в Долен Хесен и е най-успелият от род Гизони. 
Той е син на Mатилда († 1110), омъжена за Гизо II или Гизо III.
Гизо IV се жени за Кунигунда фон Билщайн (* 1080, † 1138/1140), дъщеря на граф Ругер II фон Билщайн († 1096) и фон Гуденсберг († ок. 1066), дъщерята на граф Вернер III фон Гуденсберг-Маден († 1065).
Той е привърженик на император Хайнрих IV и става носител на военното знаме на Свещената Римска империя.
Гизо IV умира на 12 март 1122 г. През 1123 г. съпругата му Кунигунда се омъжва за Хайнрих Распе I († 1130).

## Деца
Гизо и Кунигунда фон Билщайн имат децата:
- Гизо V (* 1110, † 1137), граф на Гуденсберг
- Хедвиг (* 1098, † 1148), омъжва се 1110 г. за Лудвиг I († 1140) от род Лудовинги, ландграф на Тюрингия